# David Bonior
David Edward Bonior (Detroit, 6 juni 1945) is een Amerikaans voormalig politicus van de Democratische Partij. 
Van 1973 tot 1976 zetelde Bonior in het lagerhuis van Michigan. Van 1977 tot 2003 vertegenwoordigde hij een buitenwijk van Detroit in het Huis van Afgevaardigden voor Michigan. Van 1991 tot 2002 was hij een van de leiders van de Democratische fractie in het Congres. 
Bonior was het publieke gezicht van de Democratische tegenkanting tegen het Noord-Amerikaanse Vrijhandelsovereenkomst (NAFTA) en werd bekend om zijn stevige oppositie tegen Republikeins leider Newt Gingrich. Bonior werd beschouwd als een progressieve Democraat en was of is lid van de Democratic Socialists of America.
Bij de verkiezing van 2002 werd Boniors kiesdistrict door een Republikeins parlement op zo'n manier hertekend dat hij er geen kans maakte. Bonior stelde zich niet herverkiesbaar, maar kandideerde zich om gouverneur van Michigan te worden. Hij verloor de voorverkiezing. Na zijn parlementaire carrière werd Bonior hoogleraar vakbeweging aan de Wayne State University, alsook restauranthouder, en richtte hij American Rights at Work op, een ngo die opkomt voor de rechten van vakbonden.
- International Standard Name Identifier: 0000 0003 8559 3281
- Library of Congress Control Number: n84104185
- Nationale Bibliotheek van Israël: 987007376298805171
- Nederlandse Thesaurus van Auteursnamen: 130657913
- Système universitaire de documentation: 077385993
- Biographical Directory of the United States Congress: B000619
- Virtual International Authority File: 201693102
- WorldCat: E39PBJcr8yY8Fw4ChcPkcF9JjC